# Ocnogyna anatolica
Ocnogyna anatolica är en fjärilsart som beskrevs av Thomas Joseph Witt 1980. Ocnogyna anatolica ingår i släktet Ocnogyna och familjen björnspinnare. Inga underarter finns listade i Catalogue of Life.